# Maurice Dunkley
Maurice Edward Frank Dunkley (19 tháng 2 năm 1914 – 27 tháng 12 năm 1989) là một cầu thủ bóng đá người Anh, thi đấu ở vị trí tiền vệ chạy cánh ở Football League cho Northampton Town và Manchester City. Ông cũng chơi first-class cricket cho Northamptonshire.